# Черкасова, Вероника Анатольевна
Верони́ка Анато́льевна Черка́сова (бел. Вераніка Чаркасава) (12 января 1959 — 20 октября 2004) — белорусская журналистка.

## Биография
Окончила журфак БГУ, работала на телевидении, в газете «Голос Родины». В 1990-х годах работала в независимых изданиях: «Белорусская деловая газета», потом — в «Белорусской газете» (1995—2003), последний год работала в независимой газете «Салідарнасць».
Проводила журналистские расследования, писала на социальные темы (проблемы «простого человека», секты, цыганское меньшинство и др.), также написала несколько статей на тему незаконной торговли оружием между Белоруссией и Ираком.
20 октября 2004 года была убита в собственной квартире в Минске. Убийца нанёс около 20 ножевых ранений. Следствие рассматривает преимущественно частные бытовые мотивы убийства, но не исключаются и политические мотивы.
Вероника Черкасова похоронена на Колодищенском кладбище.